# Praszka
Praszka (udtale: [ˈpraʂka], tysk: Praschkau)   er en by  i den nordøstlige del af voivodskabet Opole i det sydlige Polen.  Byen  har 7.322(2021) indbyggere og et areal på	9,45 km².  Den  er en del af powiatet (amt) Olesno.

## Historie
Den ældste kendte omtale af bebyggelsen går tilbage til 1260. Det blev givet byrettigheder i 1392 af den polske kong Vladislav 2. Jagello og nyt privilegier i 1542 og 1620. Det blev annekteret af Preussen i Polens anden deling i 1793.
Det blev annekteret af Preussen ved Polens anden deling i 1793. I 1807 genvundet af polakkerne som en del af det kortvarige Hertugdømmet Warszawa, i 1815 blev det en del af Kongrespolen, senere tvangsintegreret med kejserlige Rusland. Under januaropstanden blev våben til polske oprørere smuglet gennem byen, og den 11. april 1863 kæmpede en polsk enhed under kommando af Józef Oxiński Slaget ved Praszka mod russerne i nærheden. Som en del af russiske repressalier efter opstanden blev Praszka frataget sine byrettigheder i 1870. Under 1. verdenskrig blev byen besat af det Tyske Kejserrige, men blev igen en del af Polen, efter at powiatet genvandt sin uafhængighed i 1918, og byrettighederne blev genoprettet i 1919.